# (38348) 1999 RQ145
1999 RQ145 (asteroide 38348) é um asteroide da cintura principal. Possui uma excentricidade de 0.10459140 e uma inclinação de 4.25743º.
Este asteroide foi descoberto no dia 9 de setembro de 1999 por LINEAR em Socorro.